# 王玉藻
王玉藻（？—？），字質夫，號螺山，直隸揚州府江都縣人。明末官員。

## 生平
崇禎十五年（1642年）壬午科應天府鄉試第五十二名舉人，十六年（1643年）癸未科進士，授浙江慈溪縣知縣。少詹事項煜因曾向李自成投降，而被慈谿人所不容，被當地人投水溺斃，王玉藻及馮元飈均為其門生，項煜在慈谿遇害時，王玉藻卻置之不問，有人質疑其不顧師生情誼，王玉藻卻回道：「吾豈能為向雄之待鍾會哉！夫君臣之與師友，果孰重？」聽到的人無不對其肅然起敬。南京城破，魯王監國，王玉藻與沈宸荃起兵響應，晉御史，仍行使知縣職權。又招募義勇，自請防守錢塘江。於是以兵科都給事中往軍前效力。時駐兵江上者，有方國安、王之仁、孫嘉績、熊汝霖、章正宸、鄭道謙、錢肅樂、沈光文、陳潛夫、黃宗羲，均各自為戰，無人敢先進軍，且不分發王玉藻部軍餉。王玉藻只得還朝。
王玉藻身居諫垣，履行職責，上疏論事，言辭激烈，致使諸臣不悅。王玉藻於是力求罷職，經太常寺卿莊元辰竭力挽留，方繼續供職。浙東陷落後，王玉藻未能趕上魯王逃離，投水池自盡，水干未死。於是逃往剡溪，以野草為食，每日臨水作詩，仰天起舞，慷慨悲歌。最終歸隱北湖，誓不剃髮易服，作絕命詞而離世。遺命不冠收殮。《清史稿·遺逸》有傳。

## 家族
曾祖王欽，永嘉縣尉。祖父王思品，贈行人司行人。父王納諫，萬曆三十五年丁未科進士，吏部稽勳司員外郎，崇祀鄉賢。